# Liuhe (köping i Kina, Heilongjiang)
Liuhe (kinesiska: 六合, 六合镇) är en köping i Kina. Den ligger i provinsen Heilongjiang, i den nordöstra delen av landet, omkring 320 kilometer nordväst om provinshuvudstaden Harbin. Antalet invånare är 28 151. Befolkningen består av 14 275 kvinnor och 13 876 män. Barn under 15 år utgör 15,0 %, vuxna 15-64 år 77 %, och äldre över 65 år 7,0 %.
Genomsnittlig årsnederbörd är 763 millimeter. Den regnigaste månaden är juli, med i genomsnitt 247 mm nederbörd, och den torraste är januari, med 8 mm nederbörd.